# Плавищи
Плавищи — деревня в Окуловском муниципальном районе Новгородской области, относится к Боровёнковскому сельскому поселению.
Деревня расположена на Валдайской возвышенности, в 34 км к северо-западу от Окуловки (51 км по автомобильной дороге), до административного центра сельского поселения — посёлка Боровёнка 20 км.
| 2010 |
| ---- |
| 0    |

В 1 км к востоку от Плавищ находится деревня Оленино.

## История
Плавищи входили в Заручевский сельсовет, затем до 2005 года деревня входила в число населённых пунктов подчинённых администрации Боровёнковского сельсовета, после вошла в число населённых пунктов Боровёнковского сельского поселения.

## Транспорт
Ближайшая железнодорожная станция расположена на главном ходу Октябрьской железной дороги — в Боровёнке.